# کوه فرانکلین (نیوهمپشایر)
کوه فرانکلین (به انگلیسی: Mount Franklin) یک کوه در ایالات متحده آمریکا است که در نیوهمپشایر واقع شده‌است.